# Lethasterias fusca
Lethasterias fusca är en sjöstjärneart som beskrevs av Alexander Michailovitsch Djakonov 1931. Lethasterias fusca ingår i släktet Lethasterias och familjen trollsjöstjärnor. Inga underarter finns listade i Catalogue of Life.